# Sanama Agoume
Sanama Anne Agoume est une judokate camerounaise.

## Carrière
Sanama Agoume remporte la médaille de bronze des Jeux de la Francophonie de 1994 à Paris dans la catégorie des moins de 61 kg. Aux Jeux africains de 1999 à Johannesbourg, elle obtient la médaille d'argent des moins de 63 kg. Elle est ensuite médaillée de bronze des moins de 63 kg aux Championnats d'Afrique de judo 2000 à Alger.